# Zły smak
Zły smak (ang. Bad Taste) – film stworzony przez Petera Jacksona i jego kolegów ze szkoły lub pracy w Pukerua Bay na północ od Wellington, stolicy Nowej Zelandii.
Zdjęcia kręcono partiami w przeciągu czterech lat, do 1987 roku, a budżet wynosił około 11 tysięcy dolarów. Mimo to film doczekał się po projekcji na Festiwalu Filmowym w Cannes międzynarodowej dystrybucji.
Film był kręcony przez cztery lata (od 1983 do 1987 r.) Przez większość tego czasu Peter Jackson sam finansował jego produkcję, pracując w gazecie Wellington Evening Post. Kaihoro – nazwa fikcyjnego miasteczka, w którym rozgrywa się akcja filmu – pochodzi z języka maoryskiego i znaczy ‘objadać się, jeść łapczywie’. Wydarzenia w filmie toczą się 31 października (datę widać na karcie w samochodzie Gilesa), który jest dniem urodzin reżysera. Maski kosmitów zostały wykonane z lateksu i wypieczone w piekarniku matki Petera Jacksona, stąd też charakterystyczny kształt głów Obcych. Piosenkę filmową śpiewa Mike Minett, grający Franka. Film nosił początkowo tytuł Roast of the Day i miał być krótkometrażową historyjką o kanibalach w opustoszałym miasteczku. Ostatecznie kanibale zostali zastąpieni przez kosmitów, a film zmienił tytuł na Bad Taste.

## Obsada
- Terry Potter – Ozzy / Obcy
- Pete O'Herne – Barry / Obcy
- Craig Smith – Giles / Obcy
- Mike Minett – Frank / Obcy
- Peter Jackson – Derek / Robert
- Doug Wren – Przywódca obcych
- Dean Lawrie – Przywódca obcych / Obcy
- Peter Vere-Jones – Głos przywódcy obcych

## Fabuła
Scenariusz nawiązuje do kina klasy B jako kategorii i uwypukla jego absurdalność. W małej nowozelandzkiej wiosce lądują kosmici mogący przyjmować ludzką postać. Traktują oni jej mieszkańców jako znakomity towar eksportowy i planują zarabiać na wywozie ludzkiego mięsa na swoją ojczystą planetę, gdzie stanowi ono przysmak. Masakrze niewinnych ludzi przeciwstawia się czteroosobowe komando (The Boys) opłacane przez nowozelandzki rząd: Ozzy, Barry, Frank i Derek.